# FV Illertissen
FV Illertissen is een Duitse voetbalclub uit de stad Illertissen, Beieren die in het jaar 1921 is opgericht. Ondanks het feit dat de stad in Beieren is gelegen koos de club er om praktische redenen voor om uit te komen in de competities van het naburige Baden-Württemberg om zo tegen de clubs uit dichtbijgelegen steden te spelen. Aan het eind van het seizoen 2011-2012 besloot de club om over te stappen naar het Fussball Verband van de eigen deelstaat Beieren.

## Geschiedenis
De club heeft vrijwel altijd in de lagere divisies gespeeld. In 1963 won de club als eerste team uit Beieren de beker van Württemberg, een bekertoernooi voor amateurelftallen.
In 1979 werd promotie naar de Landesliga Württemberg bewerkstelligd (destijd het 6e niveau) en bleef op dat niveau spelen tot 1987. Na een korte terugval in de Bezirksliga, keerde de club terug op het 6e niveau om in 2003 voor het eerst door te dringen tot de Verbandsliga Württemberg.
In december 2011 heeft het clubbestuur besloten om voor het eerst over te stappen naar het competitiesysteem van de eigen deelstaat. De reden is gelegen in het feit dat met ingang van het seizoen 2012-2013 de nieuwe Regionalliga Bayern van start gaat. De club moest op plaats 9 of hoger eindigen in de Oberliga om daarvoor in aanmerking te komen. De uiteindelijke 4e plaats was dus ruim voldoende om in deze geheel nieuwe Regionalliga toe te treden. Hierdoor komt de club met ingang van het seizoen 2012-2013 dus uit op het 4e niveau.
In het DFB-Pokal van het seizoen 2025/26 startte de club verrassend met een zege op 1. FC Nürnberg uit de 2. Bundesliga. Na het scoren van de 3-3 in de allerlaatste minuut van de reguliere speeltijd, won Illertissen de penaltyserie met 6-5.

## Erelijst
- Beker van Württemberg
  - Winnaar: 1963
- Beker van Bayern
  - Winnaar: 2023, 2025

## Eindklasseringen vanaf 2001
| Seizoen | Competitie                 | Niveau | Eindstand | DFB Pokal | Opmerking                                                                            |
| ------- | -------------------------- | ------ | --------- | --------- | ------------------------------------------------------------------------------------ |
| 2000/01 | Bezirksliga Württemberg-II | VI     | 4         | --        |                                                                                      |
| 2001/02 | Bezirksliga Württemberg-II | VI     | 2         | --        |                                                                                      |
| 2002/03 | Bezirksliga Württemberg-II | VI     | 1         | --        |                                                                                      |
| 2003/04 | Verbandsliga Württemberg   | V      | 11        | --        |                                                                                      |
| 2004/05 | Verbandsliga Württemberg   | V      | 6         | --        |                                                                                      |
| 2005/06 | Verbandsliga Württemberg   | V      | 7         | --        |                                                                                      |
| 2006/07 | Verbandsliga Württemberg   | V      | 9         | --        |                                                                                      |
| 2007/08 | Verbandsliga Württemberg   | V      | 3         | --        | winnaar promotieserie met Kehler FV en SpVgg Amicitia Viernheim                      |
| 2008/09 | Oberliga Baden-Württemberg | V      | 8         | --        | invoering 3. Liga                                                                    |
| 2009/10 | Oberliga Baden-Württemberg | V      | 4         | --        | finalist WFV-Pokal > VfR Aalen: 1-4                                                  |
| 2010/11 | Oberliga Baden-Württemberg | V      | 7         | --        |                                                                                      |
| 2011/12 | Oberliga Baden-Württemberg | V      | 4         | --        | gekwalificeerd voor nieuwe Regionalliga Bayern                                       |
| 2012/13 | Regionalliga Bayern        | IV     | 3         | --        |                                                                                      |
| 2013/14 | Regionalliga Bayern        | IV     | 2         | 1e ronde  | < Eintracht Frankfurt: 0-2                                                           |
| 2014/15 | Regionalliga Bayern        | IV     | 9         | 1e ronde  | < Werder Bremen: 2-3 n.v.                                                            |
| 2015/16 | Regionalliga Bayern        | IV     | 5         | --        |                                                                                      |
| 2016/17 | Regionalliga Bayern        | IV     | 6         | --        |                                                                                      |
| 2017/18 | Regionalliga Bayern        | IV     | 10        | --        |                                                                                      |
| 2018/19 | Regionalliga Bayern        | IV     | 7         | --        |                                                                                      |
| 2019/21 | Regionalliga Bayern        | IV     | 12        | --        |                                                                                      |
| 2021/22 | Regionalliga Bayern        | IV     | 7         | --        | winnaar Bayernpokal > TSV Aubstadt: 1-1 (4-3 n.s.)                                   |
| 2022/23 | Regionalliga Bayern        | IV     | 9         | 1e ronde  | < 1. FC Heidenheim 1846: 0-2; winnaar Bayernpokal > FC Ingolstadt 04: 0-0 (4-3 n.s.) |
| 2023/24 | Regionalliga Bayern        | IV     | 5         | 1e ronde  | < Fortuna Düsseldorf: 1-3                                                            |
| 2024/25 | Regionalliga Bayern        | IV     | 9         | --        | winnaar Bayernpokal > SpVgg Unterhaching: 1-0                                        |
| 2025/26 | Regionalliga Bayern        | IV     | .         |           |                                                                                      |

- Met de introductie van de Regionalliga in 1994 en de 3. Liga in 2008 als het nieuwe 3e niveau onder de 2. Bundesliga gingen alle lagere divisies een niveau omlaag in de piramide, dus ondanks de promotie uit de Verbandsliga naar de Oberliga in 2008 bleef de club op het 5e niveau actief.